# Lady of the Bedchamber
Lady of the Bedchamber, är en brittisk hovtjänst. Det är titeln för gruppen av ordinarie hovdamer, med nummer tre som rang efter First Lady of the Bedchamber. De utgör sällskap och närvarar vid högtider. 
Yrket nämns i anslutning till Englands drottning Margareta av Frankrike i början av 1300-talet. Margareta ska ha haft tre gifta hovdamer eller Lady of the Bedchamber, då kallade domina, och fyra ogifta, kallad maid of honour (hovfröken). Gifta hovdamer i England kallades normalt för Lady of the Bedchamber medan ogifta kallades maid of honour (hovfröken). Deras uppgift var helt enkelt att utgöra drottningens dagliga sällskap och följe och närvara vid hovets högtider och vardag. 
En skildring från början av 1700-talet beskriver hur Lady of the Bedchamber utgör mellanledet mellan drottningen och kvinnorna med titeln Woman of the Bedchamber. Ett exempel på detta var, att när Lady of the Bedchamber var närvarande då drottningen klädde på sig, räckte Woman of the Bedchamber klädesplagget till Lady of the Bedchamber, som sedan hjälpt drottningen att klä sig. Ett annat var, att när en betjänt räckte drottningen ett glas, gav han det först till en Woman of the Bedchamber, som gav det vidare till en Lady of the Bedchamber, som slutligen gav det till drottningen. 